# Jyoti Basu
Jyoti Basu (Calcutá, 8 de julho de 1914 – 17 de janeiro de 2010) foi um político da Índia, integrante do Partido Comunista da Índia.
Nasceu em uma família burguesa. Seu pai era médico. Jyoti Basu estudou direito no Reino Unido. Pessoas com seu perfil eram atraídos pelo Partido Comunista Britânico na busca por questões humanísticas.
Jyoti Basu firmou na construção da sociedade indiana sem castas. Após a proclamação da Independência da Índia em 1947 ocupou-se da organização do sindicato dos trabalhadores da estrada de ferro. De 1948 a 1951 seu partido ficou banido tendo que ficar na clandestinidade.Em 1977 tornou-se primeiro-ministro do Estado de Bengala Ocidental onde dirigiu por 23 anos até o ano 2000.
Em 1996 tornou-se primeiro ministro da Índia. Promoveu crescimento no Estado de Bengala Ocidental.

## Legado histórico
Jyoti Basu deixou um legado histórico de tolerância e pragmatismo inteligente comprometimento com o humanismo. Faleceu em 17 de janeiro de 2010, na Índia, aos 95 anos de idade.